# Adolf Eberle
Adolf Eberle   (Múnic, 11 de gener de 1843 - Múnic, 24 de gener de 1914) va ser un pintor alemany especialitzat en la pintura de gènere, especialment dels agricultors i caçadors de Baviera i Tirol.

## Biografia

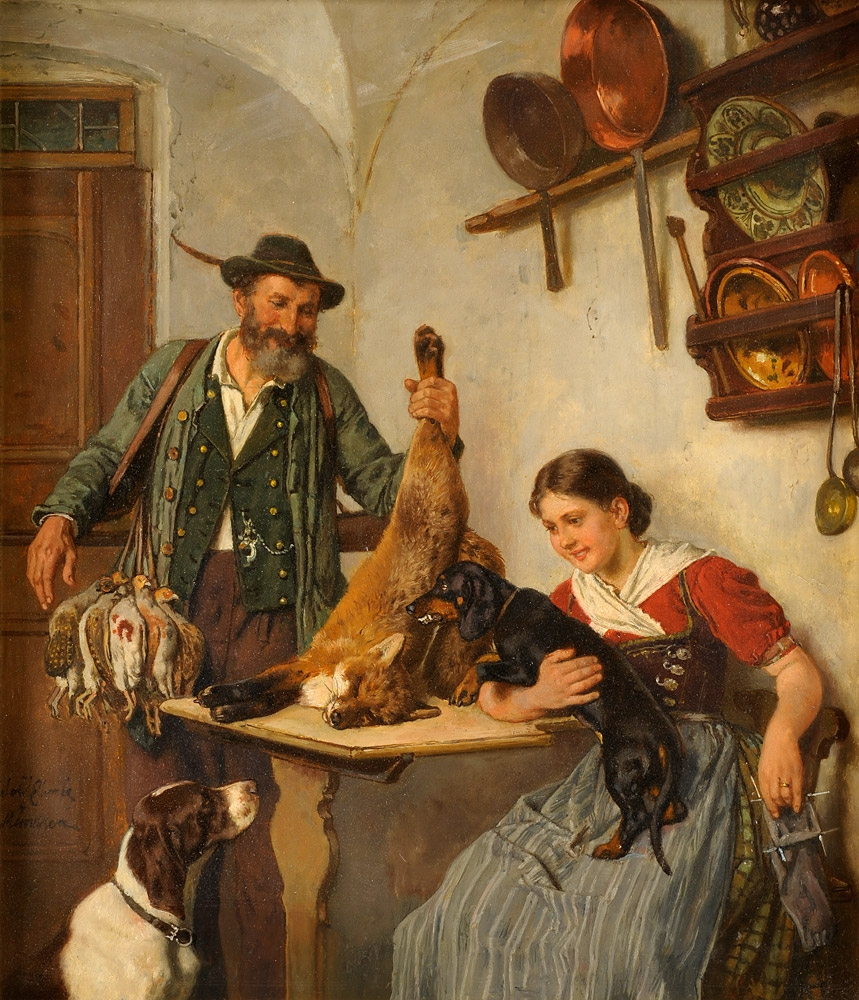
Adolf Eberle: Eine erfolgreiche Jagd

Eberle va néixer a Munic; el seu pare, Robert Eberle, també era pintor. A l'Acadèmia de Belles Arts de Munic, va estudiar amb Karl von Piloty a partir de 1860. Va aconseguir l'èxit l'any següent amb un quadre anomenat Pfändung der letzten Kuh ('hipotecar l'última vaca'), del qual William Unger va fer un gravat.

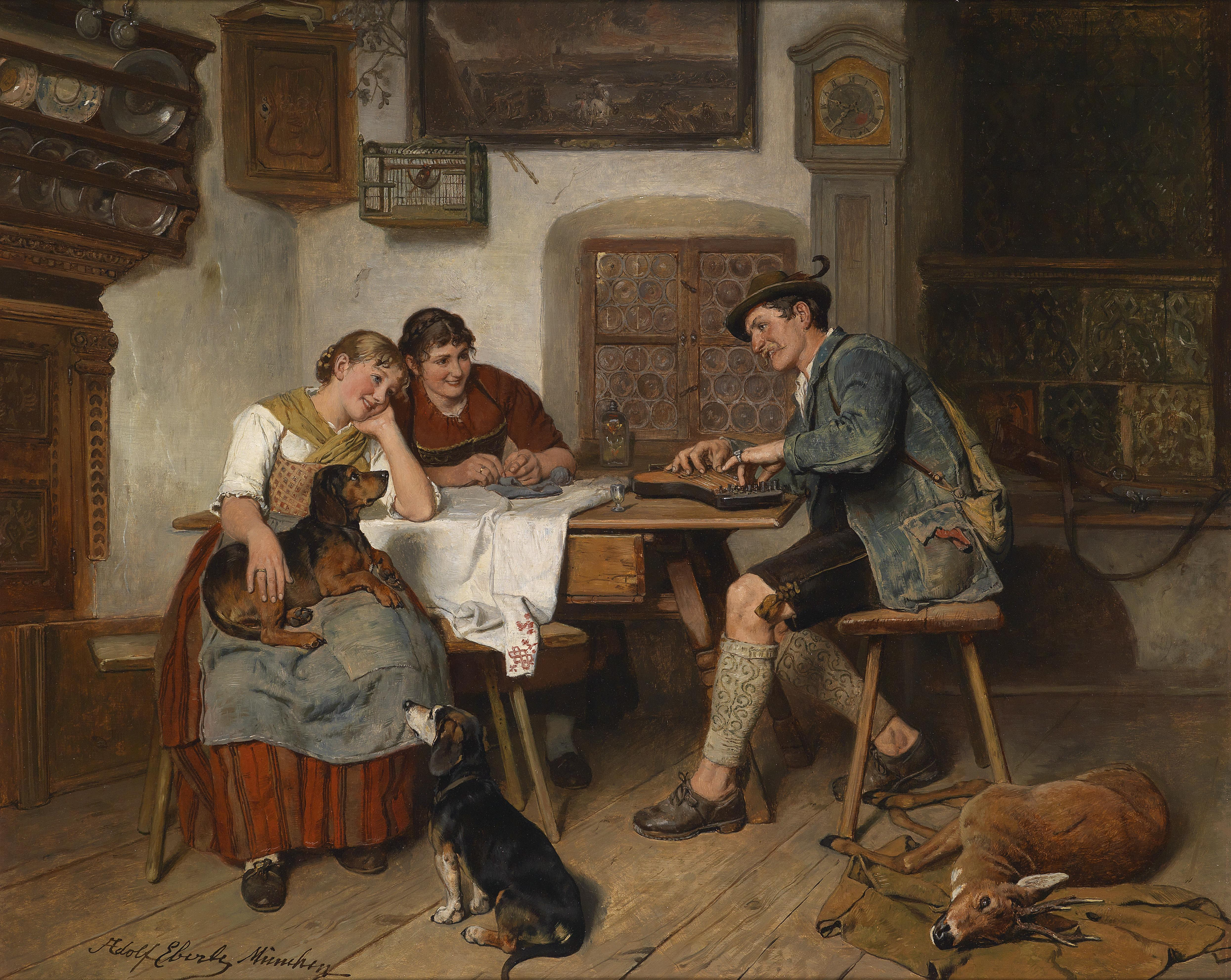
Musikalische Unterhaltung auf der Alm (Espectacle musical a les pastures alpines, 1914)

Després de passar un temps representant soldats a la Guerra dels Trenta Anys i la Guerra dels Set Anys, va tornar a tractar temes de la vida camperola bavaresa i tirolesa. A l'exposició internacional de Munic de 1879, el seu Erster Rehbock (primer cérvol) va ser ben rebut. Un quadre seu amb el títol traduït Diversió infantil es va vendre per 16.800 dòlars a Bonhams de San Francisco el 2007, i un altre amb el títol traduït La bossa del dia per 7.500 lliures esterlines a Christie's a Londres el 2012
Eberle va morir a Munic el 1914. El 1952, Eberlestraße al barri de Solln de Munic va rebre el seu nom.

## Obres seleccionades
- Pfändung der letzten Kuh (1861) (Hipotecar l'última vaca)
- Erster Rehbock (1879) (Primer cérvol)
- Feldschule in Wallensteins Lager (instrucció de camp al camp de Wallenstein)
- Die verunglückte Musikprobe (La prova de música ha fallat)
- Der Hochzeitstag (dia del casament)
- Nach der Taufe (Després del bateig)
- Zitherunterricht (lliçó de cítara)
- Das Tischgebet (gràcia)
- Verspätetes Mittagessen des heimgekehrten Försters (dinar tardà del forester després de tornar a casa)

## Pintures

Pintures d'Adolf Eberle
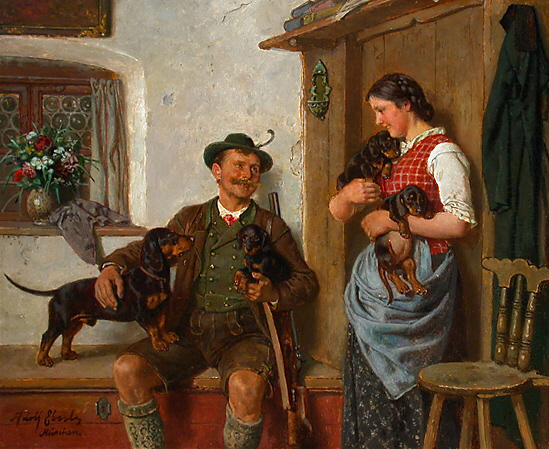
Die Dackelfamilie mit Jäger und Magd (Família dedachshuntsamb caçador i nena)
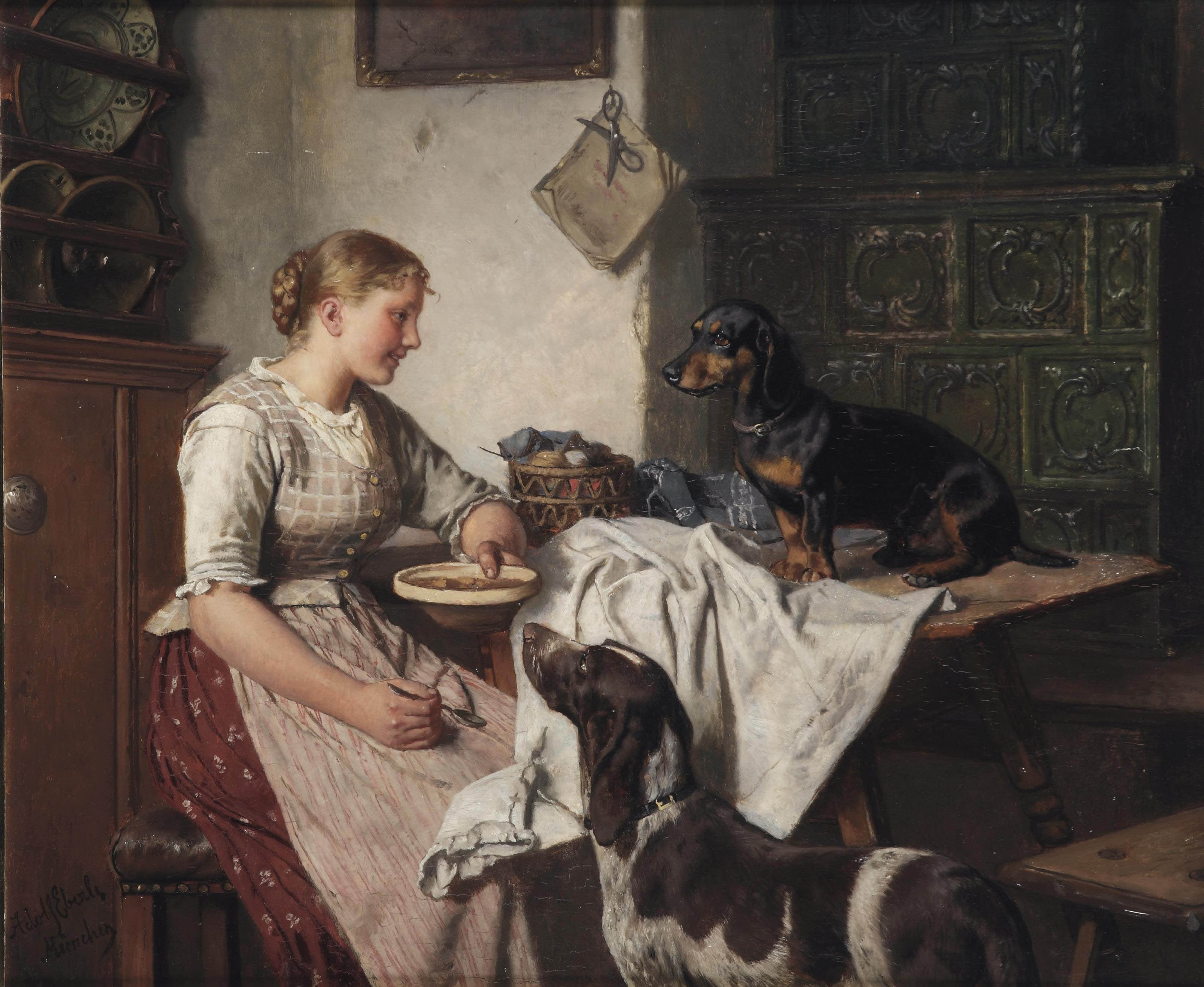
Füttern der Hunde (Alimentar els gossos)
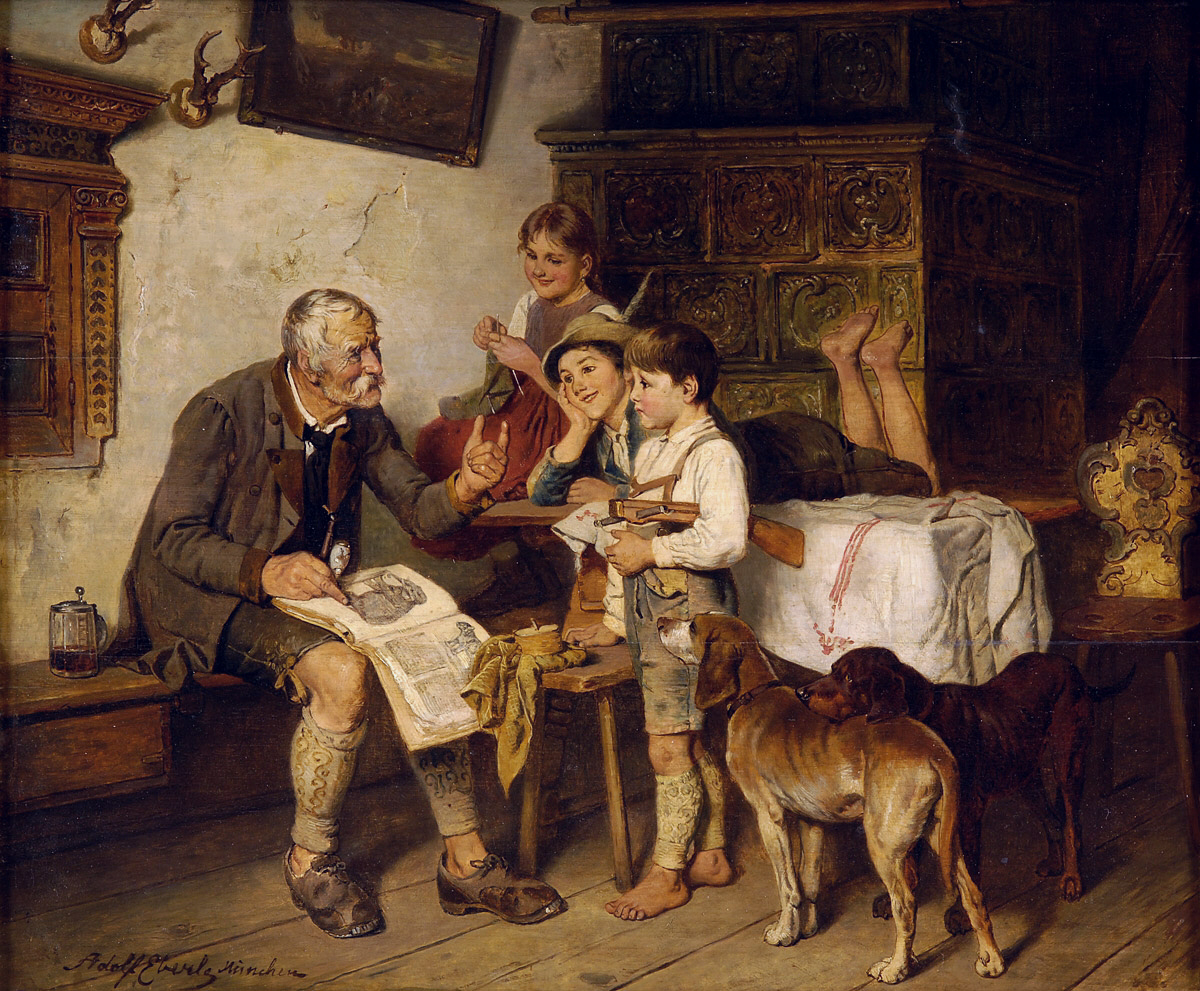
Die Naturkunde-Stunde (Estudi de la natura)
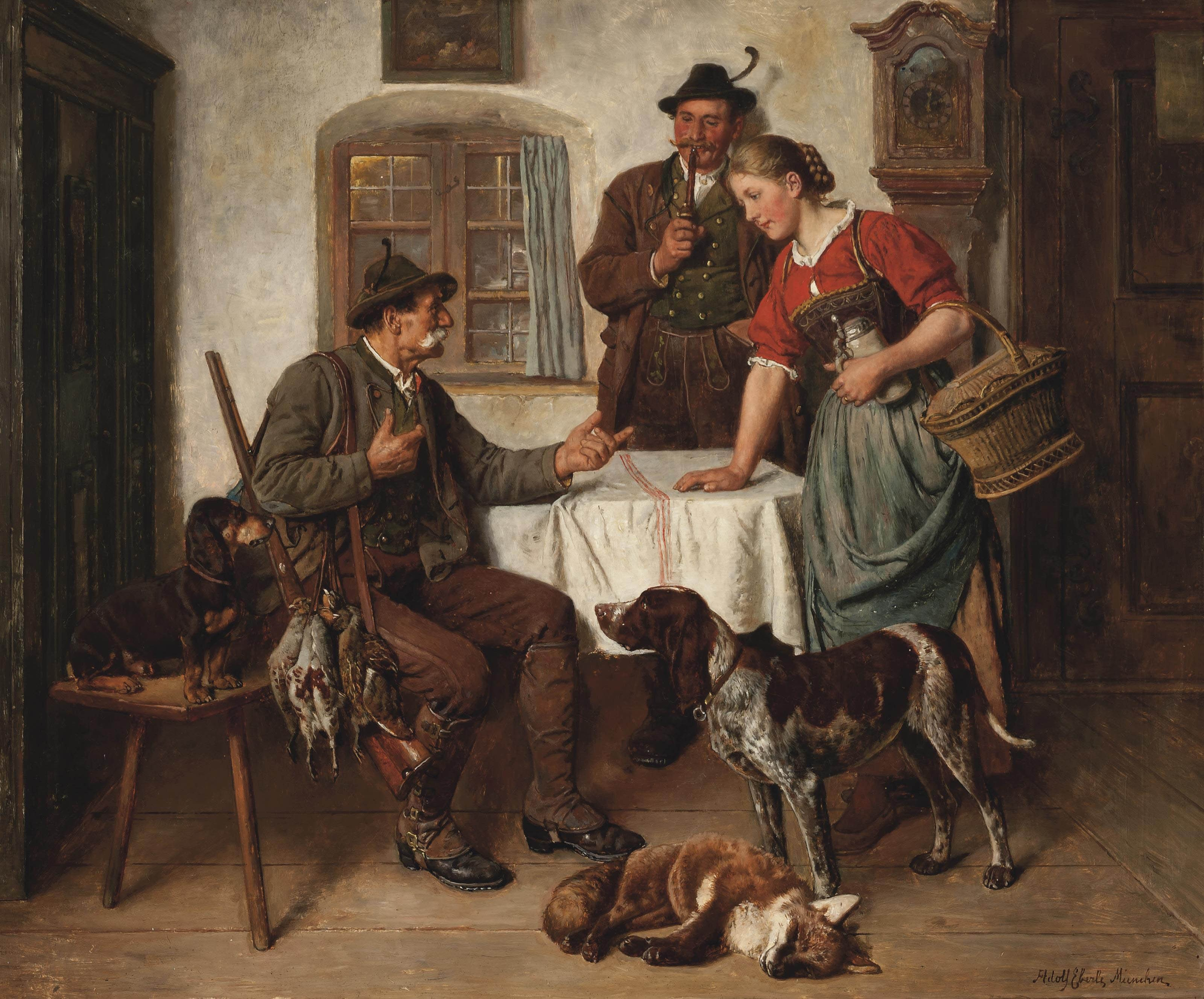
La bossa del dia